# Лунгоарђине Амазено (Латина)
Лунгоарђине Амазено је насеље у Италији у округу Латина, региону Лацио.
Према процени из 2011. у насељу је живело 24 становника. Насеље се налази на надморској висини од 14 м.